# Видубичі-Трипільські
Ви́дубичі-Трипі́льські — пасажирський зупинний пункт Київської дирекції Південно-Західної залізниці в межах Київського залізничного вузла між станцією Київ-Деміївський (1,5 км) (розташований в межах станції) та зупинним пунктом Проспект Науки (3 км). Розташований біля автомобільної розв'язки на сходженні Наддніпрянського шосе та Саперно-Слобідської вулиці.

## Історія
Залізничну лінію Київ-Деміївський — Миронівка було прокладено впродовж 1981—1984 років, зупинний пункт на цій лінії був відкритий на початку 2000-х років.
У 2013 році реконструйовано транспортно-пересадочний вузол «Видубичі», який поєднав станцію метро «Видубичі», платформи зупинну Видубичі, що є зупинкою приміських поїздів та міської електрички, платформу Видубичі-Трипільські, та автостанцію «Видубичі», пропускна спроможність якого складає 20 тис. осіб на день. В ході реконструкції побудована залізнична естакада завдожки 705 м. Вага металоконструкцій пролітних споруд — 4976 т. Естакаду утримують 23 залізобетонні опори, які виготовлені з двох прямокутних стійок, об'єднаних зверху перемичкою.

## Пасажирське сполучення
На зупинному пункті зупиняються приміські електропоїзди миронівського напрямку, а також пасажирський потяг №79/80 Дніпро-Львів/Львів-Дніпро та №793/794 Київ-Черкаси/Черкаси-Київ